# Jules Tibyl
Cet article court présente un sujet plus développé dans : Jules Claretie.
Jules Tibyl est un pseudonyme collectif utilisé par Jules Claretie et Charles-Edmond Chojecki et qui sera utilisé pour la publication de Le ménage Hubert (1884).